# Paractinostola faeculenta
Paractinostola faeculenta är en havsanemonart som först beskrevs av McMurrich 1893.  Paractinostola faeculenta ingår i släktet Paractinostola och familjen Actinostolidae. Inga underarter finns listade i Catalogue of Life.